# Acanthomysis serrata
Acanthomysis serrata är en kräftdjursart som beskrevs av Liu och Wang 1980. Acanthomysis serrata ingår i släktet Acanthomysis och familjen Mysidae. Inga underarter finns listade i Catalogue of Life.